# Mississippi-Territorium

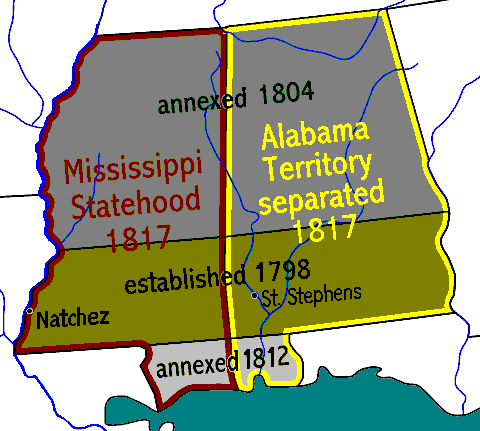
Mississippi-Territorium
(Veränderung zwischen 1798 und 1817)

Das Mississippi-Territorium war ein historisches Hoheitsgebiet der Vereinigten Staaten, das am 7. April 1798 eingerichtet und zweimal (1804 und 1812) erweitert wurde. Es dehnte sich vom Golf von Mexiko bis zur südlichen Grenze des Bundesstaates Tennessee aus. (Georgia trat 1802 den nördlichen Teil ab und die Golfküstenregion wurde 1812 von Spanien erworben.) Das ursprüngliche Mississippi-Territorium schloss die Gebiete mit ein, die heute den Bundesstaat Alabama bilden, und 9 Monate bevor Mississippi 1817 in die Union aufgenommen wurde, wurde das Alabama-Territorium im Osten am 3. März abgespalten. Am 10. Dezember 1817 wurde Mississippi als 20. Bundesstaat in die Union aufgenommen.

## Geschichte
Das Mississippi-Territorium wurde 1798 aus dem Land, das von den Vereinigten Staaten und Spanien umkämpft gewesen war, errichtet, nachdem Spanien seinen Anspruch auf dieses mit dem Pinckney-Vertrag von 1795 abgetreten hatte. Dieses Gebiet erstreckte sich vom 31. Grad nördlicher Breite bis zu 32°28' N (schätzungsweise über die südliche Hälfte der heutigen Staaten Alabama und Mississippi).
Der Bundesstaat Georgia wahrte einen Anspruch über beinahe das ganze Gebiet der heutigen Staaten Alabama und Mississippi (von 32° N bis zu 35° N), bis er diesen 1802 aufgab. Zwei Jahre später dehnte der Kongress der Vereinigten Staaten die Grenzen des Mississippi-Territoriums bis einschließlich aller Abtretungen Georgias aus.
1812 gliederte der US-Kongress dem Mississippi-Territorium den Mobile-District von Westflorida ein mit der Behauptung, dass er in dem Louisiana Purchase inbegriffen gewesen sei. Spanien bestritt dies und hielt seinen Anspruch über dieses Gebiet weiter aufrecht. Im folgenden Jahr besetzte General James Wilkinson diesen District militärisch – der spanische Kommandant leistete keinen Widerstand.
Am 3. März 1817 wurde das Mississippi-Territorium aufgeteilt. Der westliche Teil wurde der Staat Mississippi und der östliche Teil wurde das Alabama-Territorium, mit St. Stephens am Tombigbee River als vorläufigen Sitz der Regierung.